# Deep in My Heart (1954)

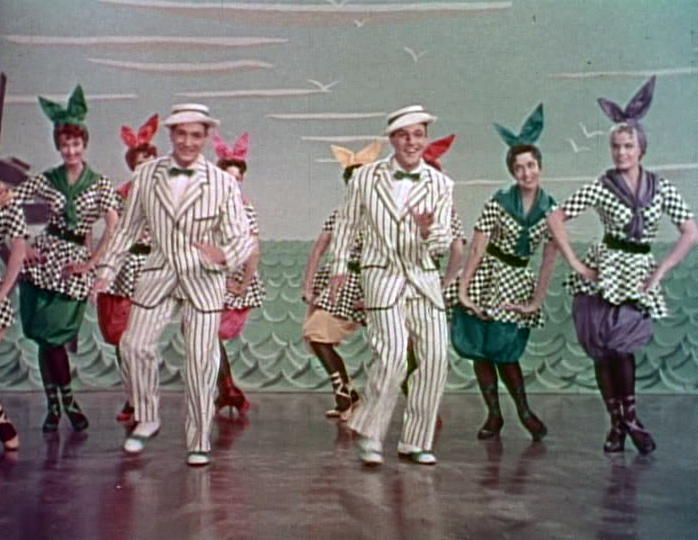
Fred en Gene Kelly

Deep in My Heart is een Amerikaanse muziekfilm uit 1954 onder regie van Stanley Donen. De film werd destijds uitgebracht onder de titel Diep in mijn hart.

## Verhaal
De veelbelovende componist Sigmund oogst veel succes bij het grote publiek. Hij heeft echter niet veel geluk bij de vrouwen. Hij moet lijdzaam toekijken hoe de liefde van zijn leven ervandoor gaat met een ander.

## Rolverdeling
| Acteur           | Personage              |
| ---------------- | ---------------------- |
| José Ferrer      | Sigmund Romberg        |
| Merle Oberon     | Dorothy Donnelly       |
| Helen Traubel    | Anna Mueller           |
| Doe Avedon       | Lillian Harris Romberg |
| Walter Pidgeon   | J.J. Shubert           |
| Paul Henreid     | Florenz Ziegfeld       |
| Tamara Toumanova | Gaby Deslys            |
| Paul Stewart     | Bert Townsend          |
| Isobel Elsom     | Mevrouw Harris         |
| David Burns      | Lazar Berrison sr.     |
| Jim Backus       | Ben Judson             |